# 横浜市立日吉台西中学校
横浜市立日吉台西中学校（よこはましりつひよしだいにしちゅうがっこう）は、神奈川県横浜市港北区日吉本町に所在する公立中学校。略称「西中（にしちゅう）」。

## 沿革

### 年表
- 1977年
  - 1月 - 横浜市立日吉台中学校森戸原方面校として着工
  - 4月1日 - 横浜市立日吉台西中学校として横浜市立日吉台中学校内に同居開校
  - 4月5日 - 始業式、第1回入学式
  - 6月24日 - PTA創立
  - 8月22日 - 現在の位置に新校舎完成
  - 8月25日 - 新校舎に移転
  - 9月3日 - 新校舎落成
- 1978年
  - 8月31日 - プール完成
  - 9月31日 - 校地整備工事終了
- 1979年3月22日 - 増築工事完成
- 1980年8月20日 - 校庭散水装置完成
- 1981年10月22日 - 増築工事完成
- 1989年
  - 1月13日 - 視聴覚室改造工事完成
  - 10月1日 - 校地整備・マラソンコース工事完成
- 1991年8月31日 - 校舎外壁塗装工事完成
- 1992年6月1日 - プール改修工事完成
- 1993年1月8日 - コンピュータールーム完成
- 1994年
  - 11月15日 - 教育相談室完成
  - 11月24日 - 放送室移転
- 1999年10月1日 - ふれあいコーナー設置
- 2000年
  - 2月1日 - 社会科室、英語科室の設置
  - 12月19日 - 図書室・理科室改修工事完成
- 2001年4月1日 - 新教育課程に基づく学校運営開始
- 2004年4月1日 - 個別支援学級設置
- 2009年9月18日 - 外壁改修および屋上防水工事完成
- 2010年2月5日 - 通用門改修

### 歴代校長
| 代数   | 氏名       | 在任期間             |
| ------ | ---------- | -------------------- |
| 初代   | 橋本隆     | 1977.4.1 - 1981.8.31 |
| 二代   | 鈴木金夫   | 1981.9.1 - 1983.8.31 |
| 三代   | 関口信夫   | 1983.9.1 - 1986.3.31 |
| 四代   | 小丸久仁堆 | 1986.4.1 - 1990.3.31 |
| 五代   | 萩原久光   | 1990.4.1 - 1992.3.31 |
| 六代   | 清田時男   | 1992.4.1 - 1995.3.31 |
| 七代   | 大河原誠   | 1995.4.1 - 1998.3.31 |
| 八代   | 長谷岑二郎 | 1998.4.1 - 2001.3.31 |
| 九代   | 村田忠洋   | 2001.4.1 - 2003.3.31 |
| 十代   | 鈴木美代子 | 2003.4.1 - 2006.3.31 |
| 十一代 | 織茂篤史   | 2006.4.1 - 2008.3.31 |
| 十二代 | 志村由紀夫 | 2008.4.1 - 2011.3.31 |
| 十三代 | 星野久美子 | 2011.4.1 - 2014.3.31 |

## 行事
- 球技大会
- 生徒総会
- WESTIVAL体育祭
- WESTIVAL文化祭
- 百人一首大会
- 修学旅行(3年生)
- 東京見学(2年生)
- Project Ashigara Adventure(1年生)

## 通学区域
- 横浜市立駒林小学校全域
- 横浜市立下田小学校全域

## アクセス
電車
- 横浜市営地下鉄グリーンライン日吉本町駅から徒歩約10分

バス
- 東急東横線日吉駅より東急バスサンヴァリエ日吉行 終点下車 徒歩10分
- 東急東横線日吉駅より東急バス東山田営業所行 白根住宅前下車 徒歩5分
- 東急東横線綱島駅より東急バス新城駅行 高田小学校入口下車 徒歩10分

## 出身者
- 岡野雅行 - 元サッカー選手・ガイナーレ鳥取所属
- 廣瀬真平 - 俳優
- MALIA - モデル
- 阪田知樹 - ピアニスト

## 主な進学先
進学先公立高等学校として、旧横浜東部学区に属する高校および東急東横線、横浜市営地下鉄沿線の高校が想定される。
《旧横浜東部学区》
- 神奈川県立岸根高等学校
- 神奈川県立港北高等学校
- 神奈川県立城郷高等学校
- 神奈川県立鶴見高等学校
- 神奈川県立鶴見総合高等学校
- 神奈川県立新羽高等学校
- 神奈川県立横浜翠嵐高等学校
- 横浜市立東高等学校

《地下鉄グリーンライン・ブルーライン沿線》(上記以外旧北部/東部学区域まで）
- 神奈川県立川和高等学校
- 神奈川県立新栄高等学校

《東急東横線沿線》（上記以外）
- 神奈川県立神奈川工業高等学校
- 神奈川県立神奈川総合高等学校
- 神奈川県立住吉高等学校
- 神奈川県立横浜平沼高等学校

## 生徒会長
現在の生徒会長は門晃弘である。